# Церковь Петра и Павла (Криуши)
Церковь Петра и Павла — приходская церковь Воротынского благочиния Лысковской епархии Русской православной церкви. Построена в русско-византийском стиле в 1845 году в селе Криуши ныне Воротынского района Нижегородской области.

## Архитектура
Это четырёхстолпный пятикупольный храм, построен из красного кирпича. Храм имеет один престол.
Основной объём храма кубический, нефное деление внутри ритмически обозначается простыми лопатками на фасаде. В боковых пряслах на южной, северной и восточной сторонах фасада находится по одному большому арочному окну, оформленному простыми пилястрами и вторящему округлым очертаниям кокошников. Под карнизом пущен простой накладной волнообразный орнамент, закрепляющий мотив полукружий во всех архитектурных деталях.
Храм имеет одну полукруглую апсиду, выступающую за абрис здания и имеющую такие же три арочных вытянутых окна, как и в боковых пряслах (центральное либо ложное, чтобы не нарушать ритм, либо заложенное)
Порталы оформлены килевидными псевдоготическими арками, опирающимися на узкие пилястры.
Купола возвышаются на цилиндрических барабанах, украшенных аркатурой. Главки луковичного типа.
На западе к основному объёму примыкает колокольня, поставленная на высокий четверик, разделённый на два яруса. Фасады колокольни раскрепованы, используются зигзагообразные орнаментальные мотивы. Переход от первого ко второму ярусу отмечают килевидные кокошники. Второй объём сложно профилирован: расчленен карнизами, в том числе с дентикульным орнаментом. Сами колокола размещаются в цилиндрическом барабане — его проёмы тоже оформлены килевидными арками, опирающимися на пилястры. Колокольню венчает луковичная главка над орнаментальным фризом с килевидными элементами.

## История
Храм был построен в 1845 году — после этого момента деревня Криуши приобрела статус села.
После революции был закрыт, а священнослужители подверглись гонениям. Священник Николай Васильевич Преображенский был арестован в 1932 г. и приговорён к 3 годам концлагерей, а священник Василий Иванович Павлов был арестован 8 декабря 1937 года и 30 января 1938 г. он был расстрелян. После закрытия прихожанам удалось сохранить только часть икон, большинство икон и церковной утвари было сожжено или использовалось для настила пола на ферме. Здание использовали как колхозный склад горюче-смазочных материалов и удобрений.
Возвращён верующим в 1990-х годах и отреставрирован. 1 сентября 2002 года был заново открыт, 19 декабря прошла первая служба.